# Patinatge artístic als Jocs Olímpics d'hivern de 2010 - Parelles
Als Jocs Olímpics d'Hivern de 2010 celebrats a la ciutat de Vancouver (Canadà) es disputà una prova individual de patinatge artístic sobre gel en categoria mixta per parelles, que formà part del programa oficial dels Jocs.
Les proves es disputaren entre els dies 14 (programa curt) i 15 de febrer (programa lliure) de 2010 a les instal·lacions del Pacific Coliseum. Hi participaren un total de 40 patindors de 12 comitès nacionals diferents.

## Resultats
| Or                                     | Argent                                | Bronze                                     |
| R.P. de la Xina Shen Xue · Zhao Hongbo | R.P. de la Xina Pang Qing · Tong Jian | Alemanya Aliona Savchenko · Robin Szolkowy |

### Programa curt
| Posició | Nom                                  | CON             | PF    | ET    | CO    | HP   | TR   | EX   | CR   | IN   | DED  | Dorsal |
| ------- | ------------------------------------ | --------------- | ----- | ----- | ----- | ---- | ---- | ---- | ---- | ---- | ---- | ------ |
| 1       | Shen Xue Zhao Hongbo                 | R.P. de la Xina | 76.66 | 42.42 | 34.24 | 8.60 | 8.30 | 8.70 | 8.60 | 8.60 | 0.00 | 1      |
| 2       | Aliona Savchenko Robin Szolkowy      | Alemanya        | 75.96 | 42.24 | 33.72 | 8.40 | 8.25 | 8.55 | 8.50 | 8.45 | 0.00 | 20     |
| 3       | Yuko Kavaguti Alexander Smirnov      | Rússia          | 74.16 | 40.92 | 33.24 | 8.25 | 8.10 | 8.45 | 8.30 | 8.45 | 0.00 | 16     |
| 4       | Pang Qing Tong Jian                  | R.P. de la Xina | 71.50 | 39.90 | 32.60 | 8.25 | 7.90 | 8.25 | 8.15 | 8.20 | 1.00 | 18     |
| 5       | Zhang Dan Zhang Hao                  | R.P. de la Xina | 71.28 | 41.08 | 30.20 | 7.70 | 7.40 | 7.55 | 7.65 | 7.45 | 0.00 | 19     |
| 6       | Jessica Dubé Bryce Davison           | Canadà          | 65.36 | 36.16 | 30.20 | 7.60 | 7.30 | 7.60 | 7.65 | 7.60 | 1.00 | 17     |
| 7       | Anabelle Langlois Cody Hay           | Canadà          | 64.20 | 37.60 | 26.60 | 6.70 | 6.30 | 6.75 | 6.80 | 6.70 | 0.00 | 9      |
| 8       | Maria Mukhortova Maxim Trankov       | Rússia          | 63.44 | 34.24 | 30.20 | 7.65 | 7.40 | 7.50 | 7.65 | 7.55 | 1.00 | 14     |
| 9       | Tatiana Volosozhar Stanislav Morozov | Ucraïna         | 62.14 | 34.62 | 27.52 | 7.05 | 6.70 | 6.85 | 7.00 | 6.80 | 0.00 | 15     |
| 10      | Amanda Evora Mark Ladwig             | Estats Units    | 57.86 | 33.10 | 24.76 | 6.30 | 5.95 | 6.35 | 6.20 | 6.15 | 0.00 | 8      |
| 11      | Nicole Della Monica Yannick Kocon    | Itàlia          | 56.82 | 31.90 | 24.92 | 6.40 | 6.10 | 6.15 | 6.40 | 6.10 | 0.00 | 11     |
| 12      | Vera Bazarova Yuri Larionov          | Rússia          | 56.54 | 31.74 | 24.80 | 6.25 | 5.90 | 6.30 | 6.35 | 6.20 | 0.00 | 7      |
| 13      | Anaïs Morand Antoine Dorsaz          | Suïssa          | 55.34 | 32.70 | 22.64 | 5.85 | 5.40 | 5.80 | 5.75 | 5.50 | 0.00 | 13     |
| 14      | Caydee Denney Jeremy Barrett         | Estats Units    | 53.26 | 29.86 | 23.40 | 6.00 | 5.60 | 5.95 | 5.95 | 5.75 | 0.00 | 4      |
| 15      | Vanessa James Yannick Bonheur        | França          | 51.16 | 28.56 | 22.60 | 5.75 | 5.40 | 5.65 | 5.80 | 5.65 | 0.00 | 6      |
| 16      | Stacey Kemp David King               | Regne Unit      | 48.28 | 27.72 | 20.56 | 5.25 | 4.90 | 5.25 | 5.15 | 5.15 | 0.00 | 12     |
| 17      | Maylin Hausch Daniel Wende           | Alemanya        | 45.46 | 23.54 | 21.92 | 5.60 | 5.25 | 5.35 | 5.55 | 5.65 | 0.00 | 5      |
| 18      | Maria Sergejeva Ilja Glebov          | Estònia         | 42.18 | 23.70 | 19.48 | 5.15 | 4.60 | 4.85 | 5.00 | 4.75 | 1.00 | 2      |
| 19      | Ekaterina Kostenko Roman Talan       | Ucraïna         | 39.54 | 21.74 | 18.80 | 4.85 | 4.50 | 4.65 | 4.85 | 4.65 | 1.00 | 10     |
| 20      | Joanna Sulej Mateusz Chruściński     | Polònia         | 39.30 | 23.26 | 18.04 | 4.75 | 4.25 | 4.40 | 4.55 | 4.60 | 2.00 | 3      |

### Programa lliure
| Posició | Nom                                  | CON             | PF     | ET    | CO    | HP   | TR   | EX   | CR   | IN   | DED  | Dorsal |
| ------- | ------------------------------------ | --------------- | ------ | ----- | ----- | ---- | ---- | ---- | ---- | ---- | ---- | ------ |
| 1       | Pang Qing Tong Jian                  | R.P. de la Xina | 141.81 | 70.53 | 71.28 | 8.90 | 8.70 | 9.00 | 8.90 | 9.05 | 0.00 | 19     |
| 2       | Shen Xue Zhao Hongbo                 | R.P. de la Xina | 139.91 | 67.51 | 72.40 | 8.95 | 8.85 | 9.10 | 9.10 | 9.25 | 0.00 | 20     |
| 3       | Aliona Savchenko Robin Szolkowy      | Alemanya        | 134.64 | 65.08 | 70.56 | 8.85 | 8.60 | 8.85 | 8.85 | 8.95 | 1.00 | 18     |
| 4       | Zhang Dan Zhang Hao                  | R.P. de la Xina | 123.06 | 65.42 | 58.64 | 7.50 | 7.15 | 7.35 | 7.40 | 7.25 | 1.00 | 14     |
| 5       | Maria Mukhortova Maxim Trankov       | Rússia          | 122.35 | 61.27 | 62.08 | 7.80 | 7.55 | 7.80 | 7.85 | 7.80 | 1.00 | 15     |
| 6       | Jessica Dubé Bryce Davison           | Canadà          | 121.75 | 60.99 | 61.76 | 7.70 | 7.60 | 7.70 | 7.85 | 7.75 | 1.00 | 16     |
| 7       | Yuko Kavaguti Alexander Smirnov      | Rússia          | 120.61 | 57.13 | 64.48 | 8.05 | 7.85 | 8.05 | 8.10 | 8.25 | 1.00 | 17     |
| 8       | Tatiana Volosozhar Stanislav Morozov | Ucraïna         | 119.64 | 64.64 | 56.00 | 7.15 | 6.75 | 7.05 | 7.05 | 7.00 | 1.00 | 11     |
| 9       | Anabelle Langlois Cody Hay           | Canadà          | 115.77 | 60.45 | 56.32 | 7.10 | 6.80 | 7.05 | 7.10 | 7.15 | 1.00 | 13     |
| 10      | Amanda Evora Mark Ladwig             | Estats Units    | 114.06 | 62.06 | 52.00 | 6.45 | 6.45 | 6.65 | 6.45 | 6.50 | 0.00 | 9      |
| 11      | Vera Bazarova Yuri Larionov          | Rússia          | 106.96 | 57.72 | 50.24 | 6.40 | 6.10 | 6.20 | 6.40 | 6.30 | 1.00 | 10     |
| 12      | Caydee Denney Jeremy Barrett         | Estats Units    | 105.07 | 56.27 | 48.80 | 6.20 | 5.85 | 6.25 | 6.15 | 6.05 | 0.00 | 8      |
| 13      | Nicole Della Monica Yannick Kocon    | Itàlia          | 104.78 | 54.34 | 51.44 | 6.65 | 6.30 | 6.35 | 6.55 | 6.30 | 1.00 | 12     |
| 14      | Vanessa James Yannick Bonheur        | França          | 93.94  | 48.34 | 45.60 | 5.90 | 5.45 | 5.75 | 5.75 | 5.65 | 0.00 | 6      |
| 15      | Maylin Hausch Daniel Wende           | Alemanya        | 93.28  | 51.08 | 43.20 | 5.50 | 5.20 | 5.60 | 5.35 | 5.35 | 1.00 | 1      |
| 16      | Stacey Kemp David King               | Regne Unit      | 91.66  | 49.90 | 41.76 | 5.25 | 5.10 | 5.30 | 5.30 | 5.15 | 0.00 | 5      |
| 17      | Anaïs Morand Antoine Dorsaz          | Suïssa          | 89.08  | 48.44 | 42.64 | 5.40 | 5.25 | 5.15 | 5.45 | 5.40 | 2.00 | 7      |
| 18      | Joanna Sulej Mateusz Chruściński     | Polònia         | 86.52  | 49.44 | 38.08 | 4.90 | 4.40 | 4.75 | 4.90 | 4.85 | 1.00 | 4      |
| 19      | Maria Sergejeva Ilja Glebov          | Estònia         | 82.72  | 43.92 | 38.80 | 5.05 | 4.65 | 4.90 | 4.95 | 4.70 | 0.00 | 3      |
| 20      | Ekaterina Kostenko Roman Talan       | Ucraïna         | 81.44  | 45.52 | 35.92 | 4.65 | 4.20 | 4.65 | 4.50 | 4.45 | 0.00 | 2      |

### Resultats finals
| Pos. | Nom                                  | CON             | Punts  | PC | PL |
| ---- | ------------------------------------ | --------------- | ------ | -- | -- |
| 1    | Shen Xue Zhao Hongbo                 | R.P. de la Xina | 216.57 | 1  | 2  |
| 2    | Pang Qing Tong Jian                  | R.P. de la Xina | 213.31 | 4  | 1  |
| 3    | Aliona Savchenko Robin Szolkowy      | Alemanya        | 210.60 | 2  | 3  |
| 4    | Yuko Kavaguti Alexander Smirnov      | Rússia          | 194.77 | 3  | 7  |
| 5    | Zhang Dan Zhang Hao                  | R.P. de la Xina | 194.34 | 5  | 4  |
| 6    | Jessica Dubé Bryce Davison           | Canadà          | 187.11 | 6  | 6  |
| 7    | Maria Mukhortova Maxim Trankov       | Rússia          | 185.79 | 8  | 5  |
| 8    | Tatiana Volosozhar Stanislav Morozov | Ucraïna         | 181.78 | 9  | 8  |
| 9    | Anabelle Langlois Cody Hay           | Canadà          | 179.97 | 7  | 9  |
| 10   | Amanda Evora Mark Ladwig             | Estats Units    | 171.92 | 10 | 10 |
| 11   | Vera Bazarova Yuri Larionov          | Rússia          | 163.50 | 12 | 11 |
| 12   | Nicole Della Monica Yannick Kocon    | Itàlia          | 161.60 | 11 | 13 |
| 13   | Caydee Denney Jeremy Barrett         | Estats Units    | 158.33 | 14 | 12 |
| 14   | Vanessa James Yannick Bonheur        | França          | 145.10 | 15 | 14 |
| 15   | Anaïs Morand Antoine Dorsaz          | Suïssa          | 144.42 | 13 | 17 |
| 16   | Stacey Kemp David King               | Regne Unit      | 139.94 | 16 | 16 |
| 17   | Maylin Hausch Daniel Wende           | Alemanya        | 138.74 | 17 | 15 |
| 18   | Joanna Sulej Mateusz Chruściński     | Polònia         | 125.82 | 20 | 18 |
| 19   | Maria Sergejeva Ilja Glebov          | Estònia         | 124.90 | 18 | 19 |
| 20   | Ekaterina Kostenko Roman Talan       | Ucraïna         | 120.98 | 19 | 20 |